# Geranium sessiliflorum
Geranium sessiliflorum là một loài thực vật có hoa trong họ Mỏ hạc. Loài này được Cav. mô tả khoa học đầu tiên năm 1787.

## Hình ảnh

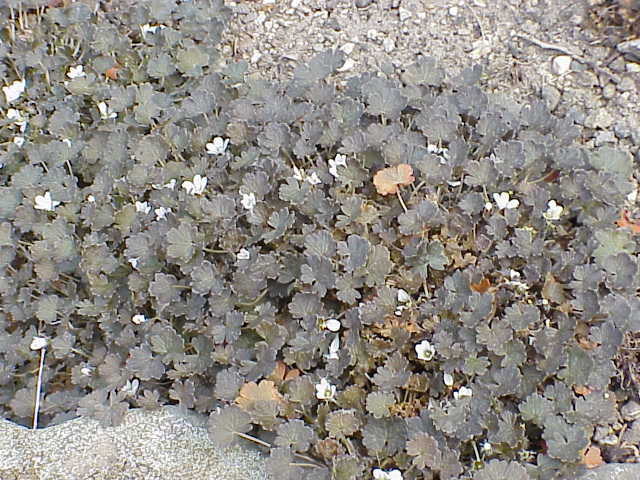